# 链路预算
链路预算（link budget），是在一个通信系统中对发送端、通信链路、传播环境（大气、同轴电缆、波导、光纤等）和接收端中所有增益和衰减的核算。其通常用来估算信号能成功从发射端传送到接收端之间的最远距离。